# Пони
По́ни (англ. pony, от галльс. ponaidh «маленькая лошадь», «карликовая лошадь») — подвид домашней лошади. Характерной особенностью является низкий рост (80—140 см), мощная шея, короткие ноги, выносливость. К пони относятся множество пород, выведенных на островах (Британские, Исландия, Сицилия, Корсика, Готланд, Хоккайдо).
В России к пони принято относить лошадей шетлендской, уэльской, шотландской, исландской, фалабелла, американской миниатюрной пород. В понятие «пони» в российской иппологической литературе включены лошади, имеющие высоту в холке 100—110 см и ниже, хотя некоторые лошади из вышеназванных пород бывают и гораздо выше. За рубежом шкала роста для пони иная: в Германии к ним относят лошадей высотой в холке до 120 см и ниже, в Англии — до 4 футов 10 дюймов (147,3 см).

## Происхождение
Считается, что первые пони появились на островах Европы, севере Скандинавии и на нынешней территории заповедника Камарг (острова в дельте реки Рона на юге Франции). В условиях каменистых островков, пронизываемых постоянными влажными ветрами Атлантики и бедных растительностью пригодной для выпаса, сформировалась порода крепеньких низкорослых лохматых, неприхотливых лошадок.
Именно на юге Франции были обнаружены останки древнейшей лошади — солютре. Это доисторический предок очень древних пород лошадей, прямыми потомками которых являются современные пони, до сих пор классифицируемые как «примитивные лошади».
К настоящему времени выведено около 20 верховых и легкоупряжных пород пони (шетлендский, уэльский, исландский, хоккайдо).
Согласно теории «четырёх основных линий», предполагается, что различные породы пони, особенно в Европе, произошли от дикого подвида лошади (лат. Equus caballus).

## Использование
Бытует мнение, что пони — лошадка для детей. Однако первоначально пони выводились и использовались для выполнения определённой работы. Наглядным примером служит шетландский пони, получивший своё название от группы Шетландских островов, расположенных к северо-востоку от Шотландии. Этих коренастых и коротконогих лошадок, высота которых не превышает 102—107 см, чаще всего видит посетитель зоопарков, парков, конных прокатов и школ.
Шетландский пони славится своей огромной силой (по отношению к миниатюрным размерам). Он может тащить на повозке груз, в двадцать раз превышающий его собственный вес. В прошлом этим пони доводилось работать на рудниках и в угольных шахтах под землёй. Только в Англии работало почти 16 000 шетландских пони. 3000 часов в год таскала маленькая лошадка тяжело гружёную вагонетку, перевозя за год до 3000 тонн и преодолевая почти 5000 км. Многие пони годами работали под землёй, не видя солнечного света, почти не поднимаясь на поверхность и вдыхая копоть и угольную пыль.

## Породы

### Шетлендский пони

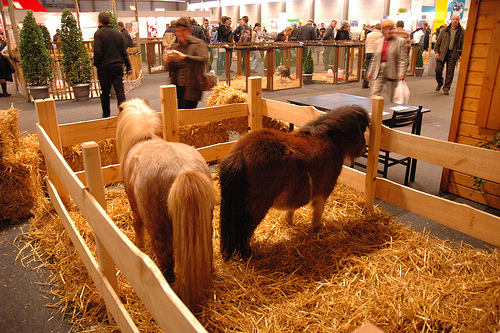
Шетлендские пони в Бельгии

Шетлендский пони — очень резвая лошадка, одна из самых мелких пород в мире. Выведена на Шетландских островах Атлантического океана более одного тысячелетия назад. Высота в холке от 65 до 110 см. Они напоминают миниатюрных тяжеловозов, так как имеют короткие толстые ноги, тяжёлую голову, широкое туловище, густую шерсть и длинные пышные гривы и хвост. Шетленды приобрели огромную популярность во всем мире в качестве детских верховых пони. Пони участвуют в тех же видах конного спорта, что и лошади — гладких скачках, скачках с препятствиями, прыжках. А два пони участвовали даже в Олимпийских играх: Литл Модел выступал в соревнованиях по выездке на Олимпиаде 1960 года в Риме, а пони по кличке Штроллер на играх 1968 года в Мехико даже удостоился серебряной медали за прыжки. Рост этих лошадок не превышал в холке 145 см, они происходили от кобыл коннемарских пони.
Пони бывают разных мастей, но чаще встречаются шетлендские пони пегой масти — когда по основному фону любого цвета растекаются большие белые пятна-пежины. Если фон чёрный, то есть основной цвет лошади чёрный, а по нему распределены белые пятна-пежины, масть называется вороно-пегой. Если рыжий — рыже-пегой, и так далее. Очень часто встречаются пони вороной и светло-серой масти.
Живут пони, как правило, дольше лошадей. Для пони максимальная продолжительность жизни: 45—54 года.

### Шотландский пони
Шотландский пони (горный пони, гаррон) — получил наименование по месту происхождения. Внутри породы различают три типа: малые пони высотой в холке 122—132 см, верховые шотландские пони — рост 132—140 см; и наиболее крупные мейленд-пони высотой в холке 142—147 см.

### Уэльский пони
Уэльский пони — порода, известная со времён Юлия Цезаря. В настоящее время в породе различают три типа: уэльский горный пони — наиболее мелкие лошади, не выше 122 см в холке; средний тип — ростом 110—136 см и, наконец, уэльский коб для игры в конное поло — от 137 до 159 см в холке. Последний тип лошадей появился в результате прилития крови чистокровных верховых и арабских жеребцов.

### Эксмурский пони

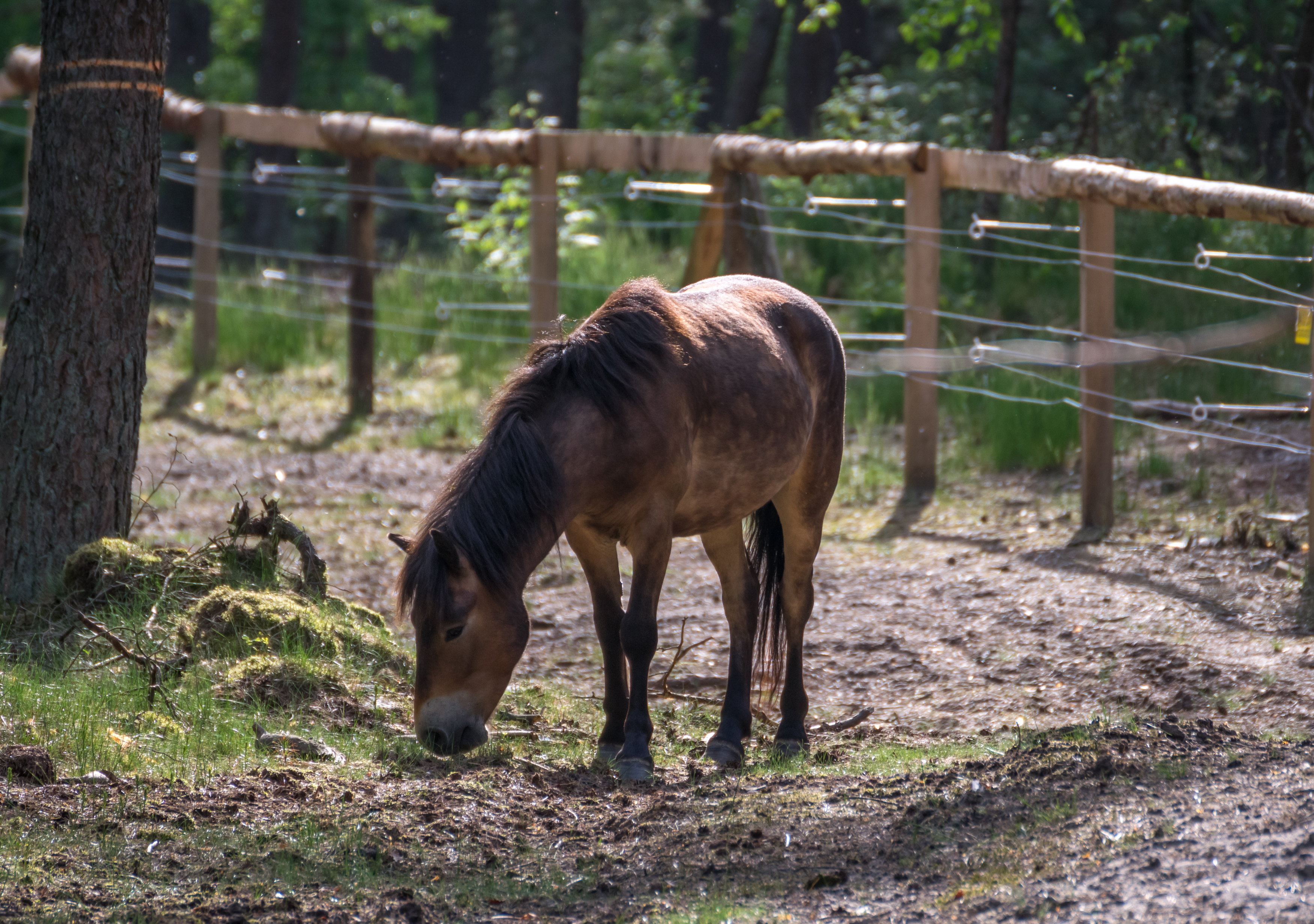
Эксмурский пони

Эксмурский пони (иногда называют кельтским пони) — полудикая древняя упряжная порода мелких лошадей ростом в холке 114—125 см. Была выведена в Эксмуре и Девоне. Характерной особенностью гнедой и бурой мастей лошадей этой породы является осветление возле ноздрей — «морда в толокне», как говорят англичане.

### Фалабелла
Фалабелла — вид самых маленьких лошадей мира: 50-75 см в холке и ниже. Сложение как у лошадей верхового типа. Была выведена фермером Джулио Сезаре Фалабеллой в Аргентине в середине XX века. Конечно, для верховой езды такие малютки не подходят, но катание в небольших тележках, запряжённых парой лошадок этой породы, доставляет удовольствие даже взрослым. К параметрам этой породы очень близка американская миниатюрная.

### Исландский пони
Исландский пони — универсальная порода, разводимая в чистоте (в Исландию запрещён ввоз лошадей с континента). Максимальная высота в холке 137 см, минимальная — 100 см и ниже. Основной аллюр — иноходь, а масти преимущественно вороная и гнедая, реже — буланая (желтовато-золотистая или песочная), мышастая (пепельного цвета).

### Досанко
Досанко (Хоккайдский пони) — порода мелких лошадей Японии, встречается вдоль восточного побережья острова Хоккайдо. Предположительно, завезены с острова Хонсю в XVIII веке. Порода крайне малочисленна, в 2000 году насчитывалось 1950 особей. Высота в холке 132—137 см.

### Пони-класс
Пони-класс — название группы лошадей верхового типа, оно такое же собирательное, как и верховые пони. Группа поло-пони включает улучшенных арабскими или чистокровными верховыми жеребцами лошадей полукровных пород высотой в холке до 147 см и выше, всевозможных мастей, крепких и сильных, пригодных для игры в конное поло и спортивных занятий конкуром, троеборьем, вольтижировкой. Различают англо-ирландских, американских, китайских и других поло-пони.

### Верховые пони Великобритании
Верховые пони Великобритании — продукт сочетания мелких чистокровных верховых кобыл с жеребцами поло-пони или потомство от уэльских или дартмурских кобыл и некрупных чистокровных верховых жеребцов. Высота в холке верховых пони до 145—147 см, а используют их в детском конном спорте и для шоу-рингов.